# Nowy ty, nowa ja
Nowy ty, nowa ja – singel Sylwii Grzeszczak, promujący trzeci album piosenkarki pt. Komponując siebie. Utwór został napisany przez Marcina Piotrowskiego, a skomponowała go Sylwia Grzeszczak.
Po raz pierwszy na żywo piosenkarka wykonała go 8 marca 2014 w programie Dzień Dobry TVN. 30 maja natomiast zaprezentowała go podczas Sopot TOPtrendy Festiwal 2014.

## Pozycje na listach przebojów
| Notowanie (2014)        | Najwyższa pozycja |
| ----------------------- | ----------------- |
| AirPlay – Top           | 7                 |
| AirPlay – Nowości       | 3                 |
| Radio Eska (Gorąca 20)  | 3                 |
| Radio Szczecin (SLiP)   | 2                 |
| RMF FM (POPLista)       | 1                 |
| Wietrzne Radio (Top 15) | 4                 |